# عزم الدوران الإيقافي
عزم الدوران الإيقافي هو عزم الدوران الناتج عن أي جهاز عندما تصبح سرعة الدوران الناتجة تساوي صفرًا. كذلك، قد يعني حمل عزم الدوران الذي يتسبب في أن تكون سرعة الدوران الناتجة عن الجهاز تساوي صفرًا؛ أي أنه يتسبب في الإيقاف. والإيقاف هو حالة عندما يتوقف المحرك عن الدوران. وتحدث
هذه الحالة عندما يكون عزم الدوران الخاص بالتحميل أكبر من
عزم دوران عمود المحرك، بمعنى حالة توقف عزم الدوران. وفي هذه الحالة
ينتج المحرك أقصى تيار ولكن لا يدور
المحرك، ويسمى التيار «تيار الإيقاف».
وتنتج الأجهزة مثل المحركات الكهربائية ومحركات البخار وأجهزة نقل الحركة الهيدروديناميكية عزم الدوران تحت هذه الظروف.

## المحركات الكهربائية
يستمر المحرك الكهربائي  في إنتاج عزم الدوران عند التوقف المفاجئ لها.  ومع ذلك، فإن المحركات الكهربائية التي يتم تركها في حالة إيقاف تكون عرضة لزيادة درجة حرارتها وقد تتلف حيث يكون تدفق التيار في أعلى مستوياته تحت هذه الظروف.
يُعرف أقصى عزم دوران يمكن أن ينتجه محرك كهربائي على المدى البعيد عند الإيقاف دون التسبب في التلف باسم الحد الأقصى لعزم الدوران الإيقافي المستمر

## أجهزة نقل الحركة الهيدروديناميكية
إن عزم الدوران الذي ينتجه توصيل السائل هو الأقصى عند التوقف المفاجئ لمرحلة الإخراج (مثل عدم الدوران)، وقد يشير عزم الدوران الإيقافي كذلك إلى أقصى إخراج لعزم الدوران يمكن أن ينتج عن توصيل السائل بدون إحداث تلف.
في حالة محولات العزم، يكون عزم الدوران مساويًا للتوقف المفاجئ أو يقترب من أقصى خرج ناتج من عزم الدوران الناتج عن سرعة إدخال معينة.

## محركات الاحتراق
في حالة محرك البنزين أو محرك الديزل، قد يشير عزم الدوران الإيقافي إلى تحميل العزم الذي يتسبب في الإيقاف المفاجئ للمحرك.